# بكير بن أبي السميط المسمعي
بكير بن أبي السميط المسمعي مولاهم البصري المكفوف، من كبار تبع التابعين، ومُحدث من الثقات.

## روايته للحديث النبوي
- روى عن: قتادة بن دعامة ومحمد بن سيرين.
- روى عنه: الأسود بن عامر شاذان، وبهز بن أسد، حبان بن هلال وعفان بن مسلم الصفار، وموسى بن إسماعيل التبوذكي، ومسلم بن إبراهيم، والحسن بْن بلال البَصْرِيّ نزيل الرملة، وعبيس بن مرحوم بن عبد العزيز العطار، ومعاذ بن هشام، ويعقوب بْن إِسْحَاقَ الحضرمي، ويوسف بْن كامل العطار.[1][2]
- الجرح والتعديل: ذكره ابن حبان في كتاب الثقات، وقال يحيى بن معين: «صالح»، وقال أبو حاتم الرازي: «لا بأس به»، روى له النسائي حديثًا واحدًا في الحجامة في الصوم. وقال ابن حبان: «لا يحتج به إذا انفرد كثير الوهم»، وقال العجلي: «بصري ثقة».[2]